# シースルーナイト
『シースルーナイト』は、1994年から2002年まで、宮城県を放送対象地域とする東日本放送（KHB）で深夜にテレビ放送された、自社制作のローカル情報・バラエティ番組である。本項では後継番組である『シースルーナイトFEVER』（シースルーナイトフィーバー）についてもあわせて記す。

## 概要

### シースルーナイト
宮城県内にこだわらない、タウン情報、ファッション情報、音楽情報、デートスポットなどの最新情報を、姉妹という設定の「シースルーガールズ」4名がソファーに座って、賑やかにおしゃべりをしながら届けるという番組で「若い人達と添い寝をするような肩の凝らない番組」を目指して制作された。「ちょっとHな生放送」として仙台の繁華街である国分町や札幌・ススキノの風俗店レポートやストリップショー、アダルトグッズの情報などといった適度なお色気や、ゲームなどのサブカルチャー、サイパンやオーストラリアなどでの海外ロケも取り入れ、その日の内容に関する意見や情報などをFAXや電話で募集し、番組内で紹介するなど生放送であることを生かした深夜番組であった。

### シースルーナイトFEVER
2001年4月7日の放送から「地元密着！地元の若者応援していく番組。」として番組名を『シースルーナイトFEVER』に変更し、大坂ともおをナレーターに起用して「出会い」をテーマに仙台の独自の若者文化を探る複数の企画コーナーを地元のタレント・女優のたまご・素人などがレポートする番組形式にリニューアルされた。取り上げる企画内容はレポーターのチャレンジ企画のほか、インディーズミュージシャンなどの『音楽』、地元の素人の『恋愛』、『ファッション』が主であり、「テレビに出て何かをやってみたい人」や「出演者」を常時募集している「素人参加型番組」であった。

## 出演者

### シースルーナイト
初代シースルーガールズ（1994年4月1日 - 1999年9月24日）
- YUKA（ユカ、本名・庄司由加（しょうじ ゆか））
- MAKI（マキ、本名・小林真紀（こばやし まき））
- NAO（ナオ、本名・大久保尚子（おおくぼ なおこ））
- RIE（リエ、本名・安斎理恵子（あんざい りえこ））

　　※番組内では出演者が本名で紹介されることはなかったが、「ザテレビジョン」（宮城・福島版）の番組表では本名で掲載されていた。
二代目シースルーガールズ（1999年10月1日 - 2001年3月31日）
- 小野砂織（おの さおり）
- 江利塚たまみ（えりづか たまみ）
- 門真綾子（もんま あやこ）
- 木舩香織（きふね かおり）

### シースルーナイトFEVER
- 大坂ともお（おおさか ともお）：番組をナビゲートする看板ナレーター。
- 渡部浩平（わたなべ こうへい）：八木山にショットバー『K's Bar』を持つ青年実業家。恋愛プーさん第1号。
- 佐藤馨子（さとう けいこ）：仙台生まれ秋田育ちのタレントのたまご。番組内での呼び名は”けいこ”
- 武石裕子（たけいし ゆうこ）：女優を目指している大学生[注 1]。
- 狩野真宏（かりの まさひろ）：番組に応募してきた公務員。恋愛プーさん第2号。

アシスタント
- 青山亜矢（あおやま あや）
- 富沢沙知（とみざわ さち）

後に青山亜矢の卒業に伴い「FEVERアシスタントボーイ＆ガールオーディション」が行われ、以下の9名が決定した。
FEVERボーイ
- 伊藤三徳
- 宍戸善和

FEVERガール
- 高橋絵美
- 日野ナツコ
- 洞口比呂子
- 佐竹宏美
- 佐藤千晶
- 山崎直美
- 久保寿子

## 主なコーナー

### シースルーナイトFEVER
- けいこ芸の道
  - 佐藤馨子が全国区タレントを目指すべく、特技を持つ人と出会い色々な芸を身につけていく[8]。
- ちゃべリング
  - 街で通りすがった初対面の人とちゃぶ台を囲んでテーマに沿ってトークする[8]。
- 恋愛プーさん
  - 一般から募集した「恋人がいない。出来ない。出会いのチャンスがない」男女を改造し、理想の彼氏・彼女を見つける[8]。
- カップルツアーズ
  - 街で出会ったカップルのデートに同行し、二人だけしか知らないデートスポットを覗き見る。デート代は番組持ち[8]。
- Street-TV（ストリートTV）
  - 毎週、仙台一番町にアフロヘアーのカメラマン『アフロマン』が立ち、テレビで取り上げてほしいネタや、テレビに出たい人を撮影する自由参加型の企画[8]。
- インディーズバンド〜餞〜
  - 番組に手紙を送ってきたビジュアル系インディーズバンド〜餞〜（はなむけ）を応援する企画[9]。
- ダンスユニット『HEADS』
  - 大阪出身のダンスユニット”HEADS"の仙台でのストリートライブの模様を追う[10]。
- シイタケクエスト
  - 武石裕子が『腹話術で全国一周の旅』を実現するべく、真剣に腹話術に取り組む企画[11]。
- FEVER ライブバトル
  - 地元インディーズミュージシャン参加のライブコンテスト。優勝特典として、ショートPVの製作、番組エンディングテーマ曲として一ヶ月オンエアーなど[12]。
- イージーアフロ
  - 仙台アフロ化計画。FUNKバンド「SOUL ADDICTION」が仙台にFUNKを広めようと、FUNKの象徴であるアフロヘアを増やす企画[13]。
- 伊達衆
  - 仙台開府400年記念企画。21世紀の伊達男、伊達女を自薦他薦を問わず募集[14]。
- BE ALRIGHT（仙台アイドル化計画）
  - 「けいこ芸の道」に代わり、大坂ともおプロデュースで佐藤馨子、青山亜矢、富沢沙知の3名によるアイドル企画[15][14]。
- Let'S DANCE FEVER
  - 日本初のブレイクダンス世界チャンピオンである植木豪（PaniCrew）にダンスのレクチャーをしてもらう[14]。

## 放送
| 放送期間                        | 放送時間                     | 放送局     | 対象地域 | 備考                                          |
| ------------------------------- | ---------------------------- | ---------- | -------- | --------------------------------------------- |
| 1994年04月01日 - 1999年03月27日 | 土曜 0:25 - 0:50（金曜深夜） | 東日本放送 | 宮城県   | 35分番組                                      |
| 1999年04月03日 - 2000年09月29日 | 土曜 0:20 - 1:00（金曜深夜） | 東日本放送 | 宮城県   | 40分番組に変更                                |
| 2000年10月06日 - 2001年03月31日 | 土曜 0:14 - 0:54（金曜深夜） | 東日本放送 | 宮城県   | 放送時間変更                                  |
| 2001年04月07日 - 2002年09月28日 | 日曜 0:30 - 0:55（土曜深夜） | 東日本放送 | 宮城県   | 番組リニューアル、放送日時変更 25分番組に変更 |

## 関連イベント
- 1999年4月25日、5周年目突入記念公開録画「仙台だけで話す芸能界の裏話！パート2」（ラオックス仙台店4Fイベントスペース）ゲスト：梨元勝[17]
- 2003年7月29日、『FEVER PARTY』ライブバトル予選（20歳以上の部）（専門学校日本ビジネススクール仙台校）[20]
- 2003年7月31日、『FEVER PARTY』ライブバトル予選（19歳以下の部）「TEEN'S MUSIC FESTIVAL2003」（専門学校日本ビジネススクール仙台校）[20]
- 2003年8月7日、『FEVER PARTY』ライブバトル本選（ライブハウスenn）ゲスト：ザ・マスミサイル、Blossomほか。
  - この模様は2003年8月22日の深夜12時15分から東日本放送で特別番組『FEVER PARTY』として放送された[20]。